# Stazione meteorologica di Calopezzati
La stazione meteorologica di Calopezzati è la stazione meteorologica di riferimento per il Servizio Meteorologico dell'Aeronautica Militare e per l'Organizzazione Meteorologica Mondiale relativa alla località di Calopezzati.

## Caratteristiche
La stazione meteorologica si trova nell'Italia meridionale, in Calabria, in provincia di Cosenza, nel comune di Calopezzati, a 179 metri s.l.m. e alle coordinate geografiche 39°33′38.83″N 16°48′03.56″E.
L'osservatorio, presidiato fino al 1978, è stato in seguito sostituito da una stazione meteorologica automatica di tipo DCP.

## Dati climatologici 1951-1980
In base alla media trentennale 1951-1980, effettivamente elaborata dal 1952 al 1978 e non dissimile da quella del trentennio di riferimento climatico 1961-1990 dell'Organizzazione Mondiale della Meteorologia, la temperatura media del mese più freddo, gennaio, si attesta a +10,0 °C; quella del mese più caldo, agosto, è di +26,5 °C.
Le precipitazioni medie annue fanno registrare il valore di 636 mm, con marcato e prolungato minimo in estate e picco massimo in autunno-inverno.
| Calopezzati (1951-1980) | Mesi | Mesi | Mesi | Mesi | Mesi | Mesi | Mesi | Mesi | Mesi | Mesi | Mesi | Mesi | Stagioni | Stagioni | Stagioni | Stagioni | Anno |
| Calopezzati (1951-1980) | Gen  | Feb  | Mar  | Apr  | Mag  | Giu  | Lug  | Ago  | Set  | Ott  | Nov  | Dic  | Inv      | Pri      | Est      | Aut      | Anno |
| ----------------------- | ---- | ---- | ---- | ---- | ---- | ---- | ---- | ---- | ---- | ---- | ---- | ---- | -------- | -------- | -------- | -------- | ---- |
| T. max. media (°C)      | 12,0 | 12,7 | 14,4 | 17,7 | 22,2 | 26,6 | 29,9 | 29,8 | 26,0 | 20,9 | 16,9 | 13,5 | 12,7     | 18,1     | 28,8     | 21,3     | 20,2 |
| T. min. media (°C)      | 7,7  | 7,7  | 9,0  | 11,6 | 15,6 | 19,7 | 22,5 | 22,9 | 20,1 | 15,9 | 12,2 | 9,3  | 8,2      | 12,1     | 21,7     | 16,1     | 14,5 |
| Precipitazioni (mm)     | 77   | 59   | 54   | 37   | 25   | 12   | 5    | 20   | 39   | 118  | 93   | 97   | 233      | 116      | 37       | 250      | 636  |